# Pho Chhu
Pho Chhu är ett vattendrag i Bhutan. Det ligger i den centrala delen av landet, 30 kilometer nordost om huvudstaden Thimphu.
I omgivningarna runt Pho Chhu växer i huvudsak blandskog. Runt Pho Chhu är det ganska tätbefolkat, med 65 invånare per kvadratkilometer.